# Ulrike Schrimpf

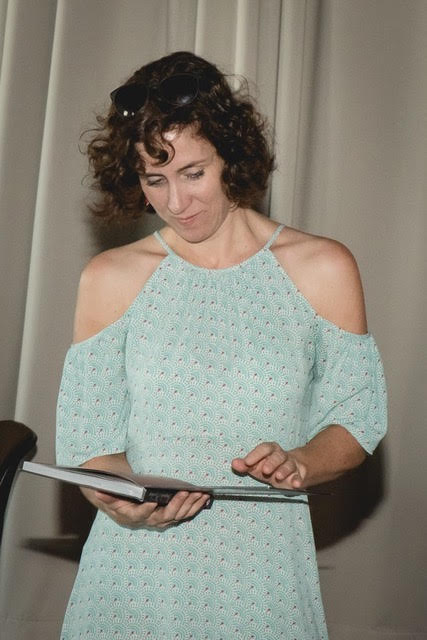
Ulrike Schrimpf bei der Verleihungszeremonie der „Preise der jungen Jury“, Wien 2017

Ulrike Schrimpf (* 1975 in West-Berlin) ist eine deutsche Schriftstellerin.

## Leben
Ulrike Schrimpf wuchs als eine von drei Töchtern eines Lehrer-Ehepaares in Berlin-Lichterfelde auf. Nach dem Abitur am Schadow-Gymnasium, einer privaten Schauspielausbildung und dem Studium der französischen Philologie und der Allgemeinen und Vergleichenden Literaturwissenschaft in Berlin und Paris ist Schrimpf u. a. als Literaturagentin, Lektorin, Übersetzerin, Literaturwissenschaftlerin und -kritikerin und als Dozentin für medizinische Fachkommunikation und für kreatives Schreiben tätig. Verlage, mit denen sie zusammengearbeitet beziehungsweise in denen sie publiziert hat, sind unter anderem folgende: der S. Fischer Verlag, der C. H. Beck Verlag, der Libelle Verlag, der Aladin Verlag, der Südwest Verlag, der Herder Verlag, die Edition Melos, der Literatur Quickie Verlag und der Leykam Verlag. Außerdem arbeitete sie für das Magazin für Kinder- und Jugendliteratur 1000 und 1 Buch, das Internet-Literaturmagazin Rossipotti, den Buchklub (Bücherbühne), die Berliner Literaturinitiative (LIN) und das CulturMag. Ulrike Schrimpf ist eine der Mitbegründerinnen der Charité International Academy (ChIA) und war dort als pädagogische Leiterin tätig. Sie ist Autorin von Romanen, Lyrik, einem Theaterstück, Shortstorys sowie von Sach- und Fachbüchern. 
Ulrike Schrimpf hat drei Söhne. Von 2010 bis 2023 lebte sie in Wien. Seit 2023 lebt sie mit ihrer Familie in Augsburg.

## Publikationen (Auswahl)
- gemeinsam mit Yasmina Reza: Das Lachen als Maske des Abgründigen. Gespräche mit Yasmina Reza, Libelle Verlag, Lengwil 2004, ISBN 978-3-909081-99-8.
- gemeinsam mit Markus Bahnemann: Deutsch für Ärztinnen und Ärzte. Trainingsbuch, Springer, Heidelberg 2009, ISBN 978-3-642-01333-1.
- gemeinsam mit Andrea Ott und Sabine Becherer: Deutsch für Pflegekräfte, Springer, Heidelberg 2011, ISBN 978-3-642-05131-9.
- Zara. Alles neu, Aladin Verlag, Hamburg 2013, ISBN 978-3-8489-2000-6.
- Wie kann ich dich halten, wenn ich selbst zerbreche? Die Geschichte meiner postpartalen Depression, Südwest Verlag, München 2013, ISBN 978-3-517-08906-5.
- Twincities. Zwei wie Tag und Nacht, Aladin Verlag, Hamburg 2014, ISBN 978-3-8489-2012-9.
- Zara – Alles Sommer, Aladin Verlag, Hamburg 2014, ISBN 978-3-8489-2013-6.
- Zara. Alles Liebe, Aladin Verlag, Hamburg 2015, ISBN 978-3-8489-2069-3.
- Manege frei für die Piratenklasse, Aladin Verlag, Hamburg 2018, ISBN 978-3-8489-2106-5.
- gemeinsam mit Martin Lechner: Deutsch für Ärztinnen und Ärzte. Arbeitsbuch, Springer, Heidelberg: 2019, ISBN 978-3-662-58814-7.
- bar 31, mandeln und augen und keine nacktbilder in: Jahrbuch österreichischer Lyrik 2020/21, hg. von Alexandra Bernhardt, Edition Melos, Wien 2021, ISBN 978-3-9519842-8-5.
- 10 Gedichte, in: Wortschau 38, Fernweh, Wortschau Verlag, Düsseldorf 2021.
- gemeinsam mit Johanna Hansen: pariser skizzen / je te flingue, Edition Melos, Wien 2021, ISBN 978-3-9519842-8-5.
- engramme. dinge ohne augen zeugen. gedichte zu den arolsen archives (I–III), in: Signaturen Magazin. Forum für autonome Poesie, München 2022.
- Lauter Ghosts. shortstory, Literatur Quickie Verlag, Hamburg 2022, ISBN 978-3-949512-10-0.
- Lauter Ghosts. Ein Roman, Literatur Quickie-Verlag, Hamburg 2023, ISBN 978-3-949512-15-5.
- Mythos Mutterglück, Leykam Verlag, Graz 2023, ISBN 978-3-7011-8304-3.
- gemeinsam mit Axel Holst: Blinde Versuche über das Töten: von Menschen, Shortstorys, Literatur Quickie Verlag: 2023, ISBN 978-3-949512-23-0.

## Herausgeberschaften
- Winter. Ein Lesebuch für die ganze Familie, Herder Verlag, Freiburg 2018, ISBN 978-3-451-38339-7

## Auszeichnungen und Stipendien
- 2011 Shortlist und Publikumspreis Der goldene Pick (F.A.Z. und Chicken House) für Zara. Alles neu[5]
- 2012 Mira-Lobe-Stipendium, Bundesministerium für Unterricht, Kunst und Kultur, Österreich, für Twincities. Zwei wie Tag und Nacht
- 2020 Arbeitsstipendium für Literatur 2020, Bundesministerium für Kunst, Kultur, öffentlichen Dienst und Sport, Österreich.
- 2020 Arbeitsstipendium Stadt Wien Kultur, Österreich.
- 2021 Arbeitsstipendium für Literatur 2021, Bundesministerium für Kunst, Kultur, öffentlichen Dienst und Sport, Österreich.
- 2022 Arbeitsstipendium für Literatur, Stadt Wien Kultur, Österreich.
- 2024 Arbeitsstipendium für Schriftstellerinnen und Schriftsteller 2024, Freistaat Bayern, Deutschland.